# Kleeulme

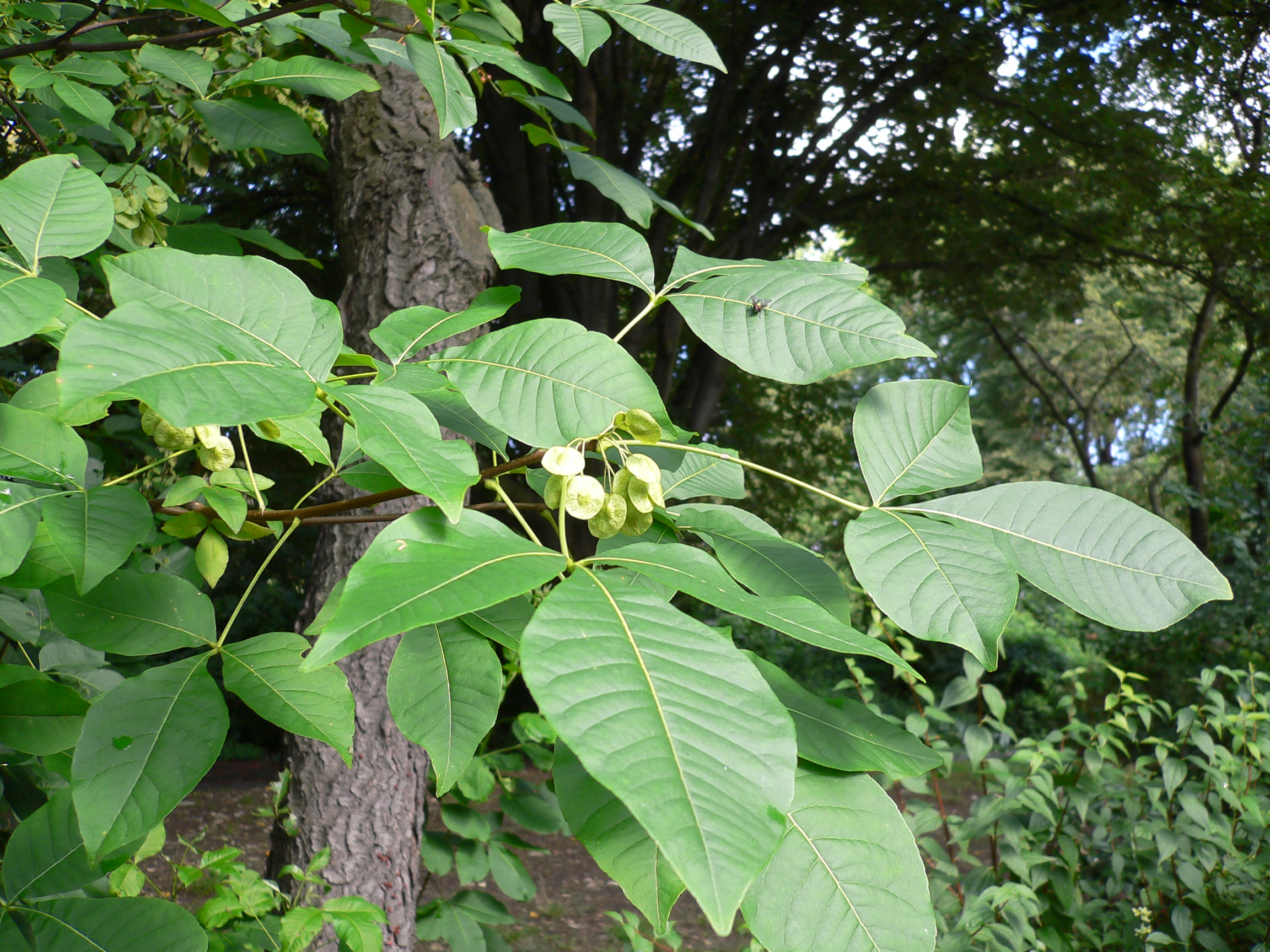
Blätter

Die Kleeulme (Ptelea trifoliata), auch Lederstrauch oder Hopfenstrauch genannt, ist eine Pflanzenart in der Familie der Rautengewächse aus Nordamerika.

## Beschreibung

### Vegetative Merkmale
Der laubabwerfende, kleine Baum oder mehrstämmige Strauch bis über 6 Meter hoch. Er hat dicke fleischige Wurzeln. Die Rinde ist rötlich- bis grau-braun, besitzt kurze horizontale Lentizellen und warzig korkige Erhöhungen, die leicht schuppig werden. Die Zweige sind eher dünn, braun, und besitzen tiefe U-förmige Blattnarben sowie kurze hellbraune, flauschige Knospen. 
Die langstieligen Blätter sind meist wechselständig, 5–18 Zentimeter lang und bestehen aus drei (selten fünf) Fiederblättchen. Die sind leicht ledrig, meist sitzend, eiförmig bis elliptisch oder rhombisch, seltener verkehrt-eiförmig, spitz bis stumpf, ganzrandig bis feingekerbt, -gesägt. Sie sind mehr oder weniger behaart bis kahl, glänzend dunkelgrün auf der Ober- und blasser auf der Unterseite. Die Blättchen sind drüsenbesetzt. Die westlichen und südwestlichen Formen haben aus klimatischen Gründen kleinere Blätter (5–11 Zentimeter) als die östlichen Varianten (10–18 Zentimeter). Die Nebenblätter fehlen.

### Generative Merkmale
Die Kleeeulmue ist polygam-diözisch, also mit zwittrigen und funktionell männlichen oder weiblichen Blüten auf einem Exemplar. Die männlichen Pflanzen produzieren mehr und auffälligere Blütenstände als weibliche.
Die duftenden, gestielten, grünlich-weißen und 4–5-zähligen Blüten sind klein mit doppelter Blütenhülle. Sie sind 1–1,5 Zentimeter im Durchmesser, mit ausladenden Kronblättern und erscheinen im Frühjahr in zymösen bis schirmrispigen Blütenständen am Ende der Zweige. Manchen erscheint der Geruch unangenehm, andere stört er nicht besonders. Die Blütenstiele, außen der Kelch und innen die Krone sind mehr oder weniger behaart. Die männlichen Blüten besitzen bis zu 5 Staubblätter mit an der Basis behaarten Staubfäden und einen Pistillode. Die weiblichen Blüten besitzen Staminodien mit Antheroden sowie einen oberständigen, kurz gestielten, zwei- dreikammerigen und seitlich komprimierten, fast kahler Fruchtknoten mit fast sitzender, gelappter Narbe. Es ist jeweils ein Diskus vorhanden. 
Die Frucht ist eine flache und rundum geflügelte, ein- bis zweisamige Samara mit 2–2,5 cm Durchmesser. Sie ist bräunlich und reift im Sommer. Die Frucht ist ringsum von einem breiten, ledrigen und geaderten Flügel umgeben, sie bleibt länger am Baum und wird vom Wind ausgebreitet (Anemochorie). Sie riecht angenehm nach Zitrusfrüchten.
Die Chromosomenzahl beträgt 2n = 42.

## Verbreitung
Die Kleeulme kommt vom südlichen Ontario, Kanada, südöstlich nach Florida, USA, westlich zum südlichen Kalifornien und südlich nach Oaxaca im südlichen Mexiko vor.

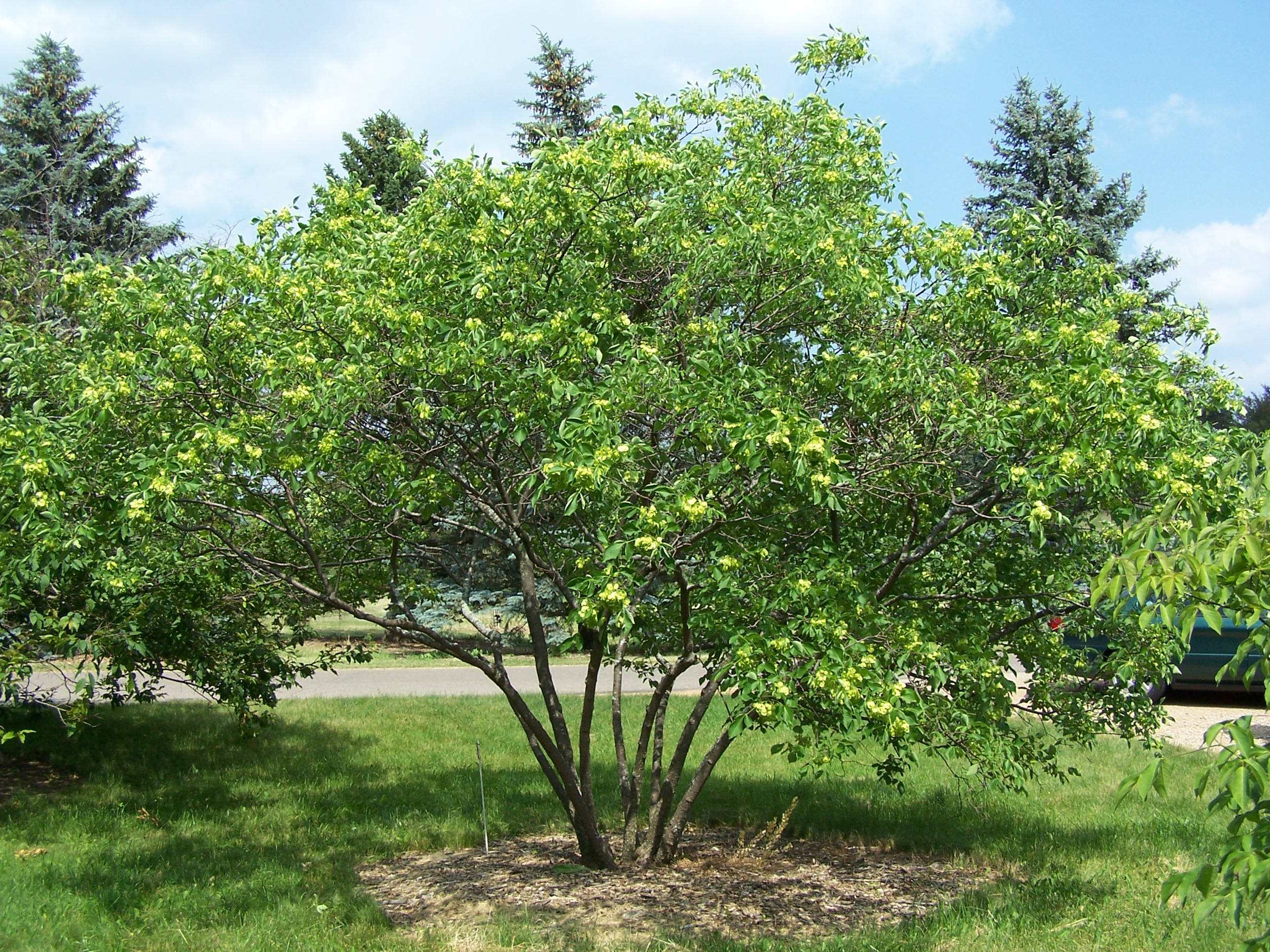
Kleeulme (Ptelea trifoliata)

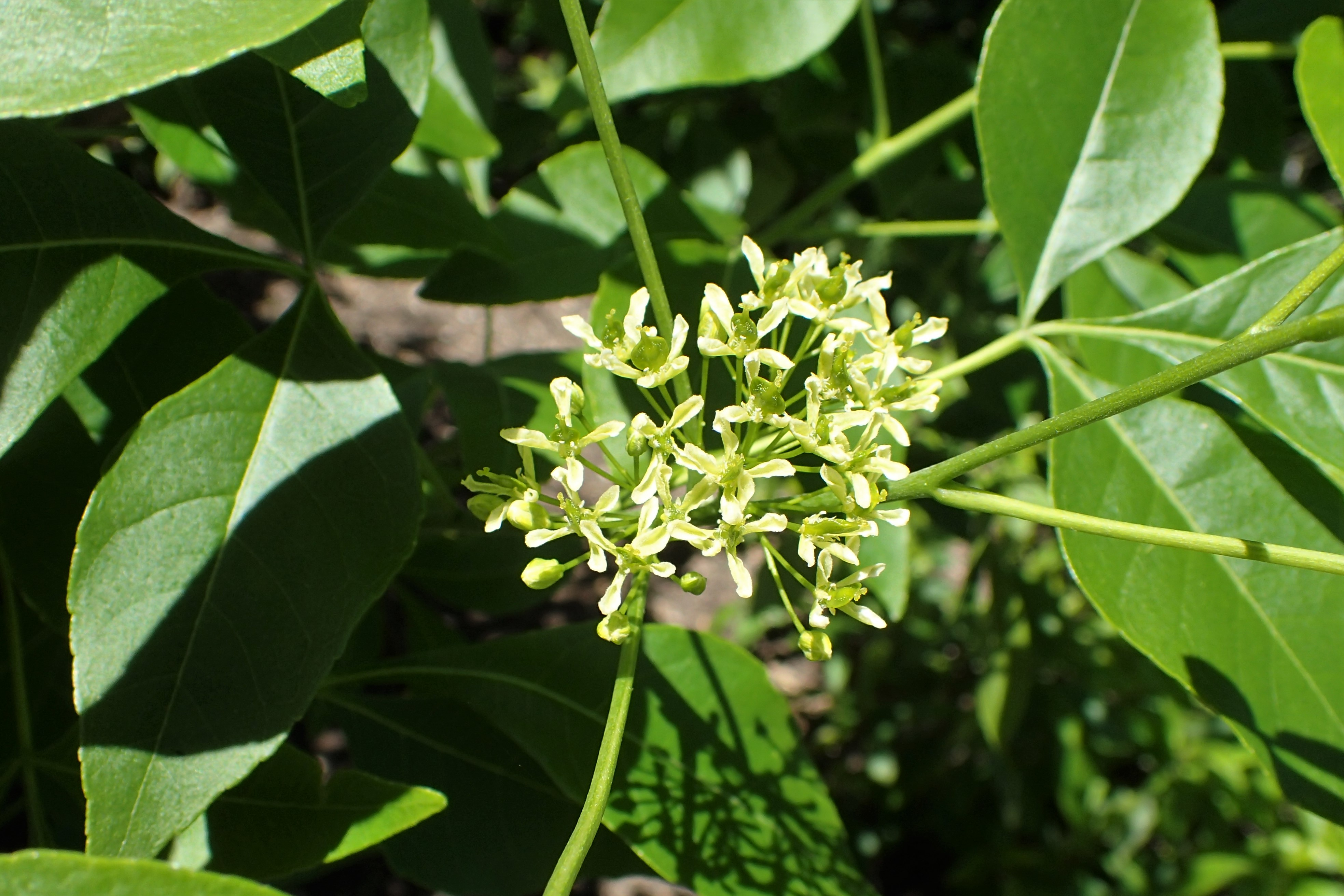
Weiblicher Blütenstand

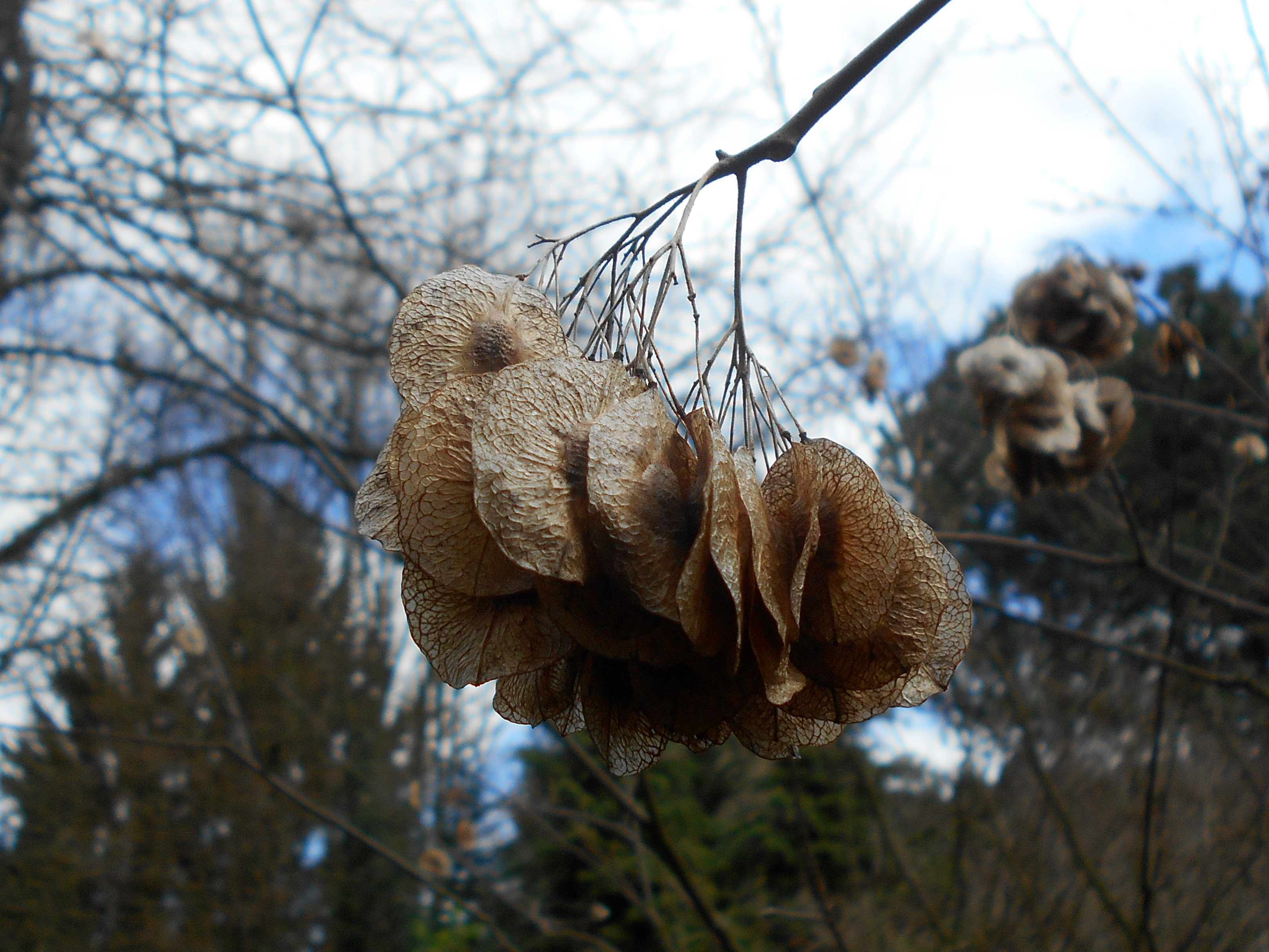
Fruchtstand

Von Natur aus kommt die Art an schattigen Standorten entlang von Waldrändern vor, besonders an den felsigen Hängen des Mississippitals. Sie bevorzugt feuchte, gut entwässerte, fruchtbare Böden. Sie ist recht trockenresistent.

## Verwendung
Die Kleeulme wird in Gärten angepflanzt. Sie ist eine der wenigen amerikanischen Kleinbäume, die Vollschatten vertragen.
Die Pflanzensäfte sind gallig und bitter. Die Rinde besitzt einen unangenehmen Geruch und bitteren Geschmack und wird in der Kräutermedizin der Amerikanischen Ureinwohner für verschiedene Anwendungen genutzt. Auch in der Homöopathie wird sie verwendet.

## Taxonomie und Systematik
Obwohl meist als eine Art mit mehreren Varietäten oder Unterarten angesehen, gehen manche Botaniker von einer Gruppe vier oder mehr eng verwandter Arten aus:
- Östliche Kleeulme (Ptelea trifoliata var. trifoliata, Ptelea trifoliata sensu stricto)
- Florida-Kleeulme (Ptelea trifoliata var. baldwinii (Torr. & A.Gray) D.B. Ward, Syn.: Ptelea baldwinii Torr. & A. Gray)
- Schmalblättrige Kleeulme (Ptelea trifoliata var. angustifolia (Benth.) M.E.Jones, Syn.: Ptelea angustifolia Benth., Ptelea lutescens Greene, Ptelea trifoliata L. subsp. angustifolia (Benth.) V.L. Bailey)
- Ptelea trifoliata L. subsp. coahuilensis (Greene) V.L. Bailey, Syn.: Ptelea coahuilensis Greene: Sie kommt in Mexiko vor.[5]
- Ptelea trifoliata L. subsp. pallida (Greene) V.L. Bailey, Syn.: Ptelea pallida Greene: Sie kommt in Colorado, Utah, Arizona und New Mexico vor.[5]
- Ptelea trifoliata L. subsp. polyadenia (Greene) V.L. Bailey, Syn.: Ptelea polyadenia Greene: Sie kommt in Oklahoma, Arkansas, Arizona, Texas und New Mexico vor.[5]

Ptelea ist der altgriechische Name für die Ulme und wurde von Carl von Linné aufgrund der ähnlichen Früchte auf diese Gattung übertragen. Das Art-Epitheton trifoliata bezieht sich auf das dreiteilige Fiederblatt.